# Marian David
Marian David (* 1959) ist ein österreichischer Philosoph. 

## Leben
Marian David studierte Philosophie und Linguistik an der Universität Graz. Seine Doktoratsstudien absolvierte er an der University of Colorado Boulder und an der University of Arizona, wo er 1990 bei Vann McGee und Keith Lehrer promovierte. Danach arbeitete er von 1990 bis 2012 an der University of Notre Dame in Indiana USA, erst als Assistant Professor, ab 1996 als Associate Professor und ab 2003 als Full Professor. 1999 hatte er eine Gastprofessur an der University of New Orleans inne. 
2011 wurde David als Universitätsprofessor für Theoretische Philosophie an das Institut für Philosophie der Universität Graz berufen, die Stelle trat er zum 1. Juli 2012 an. Von 2013 bis 2015 war er Leiter des Instituts für Philosophie.

## Werk
David beschäftigt sich vor allem mit Sprachphilosophie (mit ihr naheliegenden Gebieten der Philosophie des Geistes, speziell Wahrheits- und Bedeutungstheorie, Urteilstheorie, Intentionalistätstheorie) und Erkenntnistheorie. Darüber hinaus forscht er zur Geschichte der Philosophie der Neuzeit (speziell Descartes und Locke), Metaphysik, Philosophie der Logik und der Geschichte der Analytischen Philosophie.

## Publikationen
- 1986: Philosophische Aufsätze zu Ehren von Roderick M. Chisholm (Mitherausgeber)
- 1994: Correspondence and Disquotation: An Essay on the Nature of Truth